# Tadeusz Czerlunczakiewicz
Tadeusz Czerlunczakiewicz (ur. 1869, zm. 26 listopada 1936 w Krakowie) – prawnik i dyrektor banków.

## Życiorys
Syn Seweryna, sędziego; bratanek Józefa i Emila, stryjeczny brat Cyryla, adwokata. Absolwent Gimnazjum św. Anny w Krakowie. Ukończył studia prawnicze, następnie został urzędnikiem Banku Austro-Węgierskiego; w chwili wybuchu i podczas pierwszej wojny światowej był dyrektorem jego oddziału w Drohobyczu. Po 1918 r. dyrektor oddziału Polskiej Krajowej Kasy Pożyczkowej w Łodzi, następnie, aż do przejścia na emeryturę w 1935 - dyrektor oddziału Banku Polskiego w Łodzi.
Zmarł 26 listopada 1936 w Krakowie w wieku 67 lat. Został pochowany 28 listopada 1936 w grobie rodzinnym na cmentarzu Rakowickim w Krakowie.
Był żonaty z Marią, miał córkę Olgę. Żona była aktywną działaczką oddziału łódzkiego Polskiego Czerwonego Krzyża.

## Ordery i odznaczenia
- Krzyż Oficerski Orderu Odrodzenia Polski (10 listopada 1928)[8]
- Krzyż „Pro Ecclesia et Pontifice” (Stolica Apostolska)